# Іст-Спарта (Огайо)
Іст-Спарта (англ. East Sparta) — селище (англ. village) в США, в окрузі Старк штату Огайо. Населення — 749 осіб (2020).

## Географія
Іст-Спарта розташований за координатами 40°39′49″ пн. ш. 81°21′46″ зх. д. / 40.66361° пн. ш. 81.36278° зх. д. (40.663706, -81.362706).  За даними Бюро перепису населення США в 2010 році селище мало площу 4,36 км², уся площа — суходіл.

## Демографія
Згідно з переписом 2010 року, у селищі мешкало 819 осіб у 328 домогосподарствах у складі 229 родин. Густота населення становила 188 осіб/км².  Було 349 помешкань (80/км²).
Расовий склад населення:
| - 99,3 % — білих - 0,2 % — чорних або афроамериканців |

До двох чи більше рас належало 0,5 %. Частка іспаномовних становила 0,9 % від усіх жителів.
За віковим діапазоном населення розподілялося таким чином: 24,3 % — особи молодші 18 років, 58,1 % — особи у віці 18—64 років, 17,6 % — особи у віці 65 років та старші. Медіана віку мешканця становила 42,3 року. На 100 осіб жіночої статі у селищі припадало 98,8 чоловіків;  на 100 жінок у віці від 18 років та старших — 95,0 чоловіків також старших 18 років.
Середній дохід на одне домашнє господарство  становив 62 502 долари США (медіана — 50 982), а середній дохід на одну сім'ю — 70 761 долар (медіана — 60 147). Медіана доходів становила 43 125 доларів для чоловіків та 28 056 доларів для жінок. За межею бідності перебувало 15,3 % осіб, у тому числі 31,7 % дітей у віці до 18 років та 4,3 % осіб у віці 65 років та старших.
Цивільне працевлаштоване населення становило 442 особи. Основні галузі зайнятості: виробництво — 24,0 %, освіта, охорона здоров'я та соціальна допомога — 19,2 %, мистецтво, розваги та відпочинок — 17,9 %.